# Eisacktal
Eisacktal (italià Valle Isarco, ladí Val di Isarch) és una de les dues valls principals del Tirol del Sud, entre el riu Eisack i Brenner. Des del punt de vista orogràfic separa els Alps Rètics Orientals (Alps de Stubai i Alps de Sarntal) dels Alps de Tauern Occidental (Zillertal). Té una longitud de 80 km.
Per raons històriques i culturals, la vall d'Eisack és a la zona situada al sud de Franzensfeste. La part superior forma avui el districte de Wipptal. Actualment la veritable vall de l'Eisack és dividida en tres districtes: Eisacktal, Wipptal i Salten-Schlern. El centre i ciutat principal és Brixen. El districte d'Eisacktal fou creat el 1968 amb 19 municipis, sis dels quals en foren separats per a crear el districte de Wipptal.

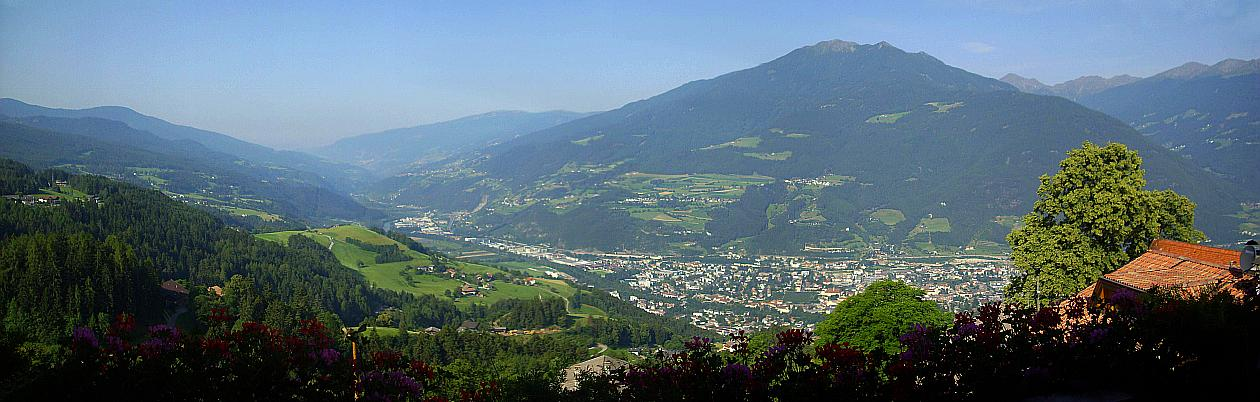
Vista panoràmica de la ciutat de Bressanone i de Valle Isarco

## Municipis
1. Barbian - Barbiano
2. Brixen - Bressanone
3. Klausen - Chiusa
4. Villnöß - Funes
5. Lajen - Laion
6. Lüsen - Luson
7. Natz-Schabs - Naz-Sciaves
8. Waidbruck - Ponte Gardena
9. Mühlbach - Rio di Pusteria
10. Rodeneck - Rodengo
11. Vahrn - Varna
12. Feldthurns - Velturno
13. Villanders - Villandro